# District de Millau
Le district de Millau est une ancienne division territoriale française du département de l'Aveyron de 1790 à 1795.
Il était composé des cantons de Millau, la Cavalerie, Compeyre, Nant, Peyreleau, Saint Bauzely, Salles Curan, Sanclieres et Viala du Tarn.